# Cerianthus membranacea
Cerianthus membranacea är en korallart som först beskrevs av Lazzaro Spallanzani 1784.  Cerianthus membranacea ingår i släktet Cerianthus och familjen Cerianthidae. Inga underarter finns listade i Catalogue of Life.
Arten förekommer bland annat i nordöstra Atlanten samt i Indiska oceanen och Stilla havet.

## Bildgalleri

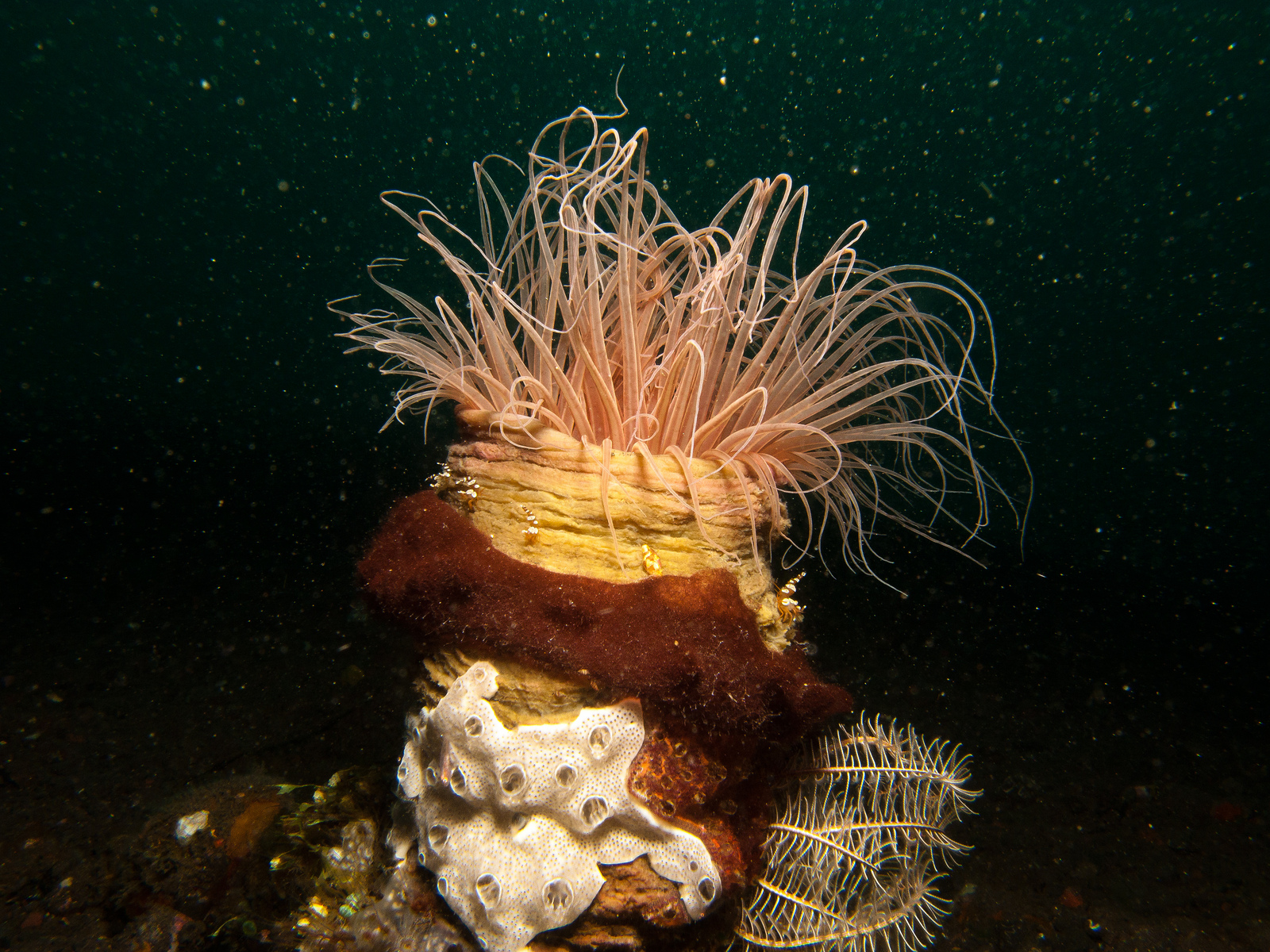
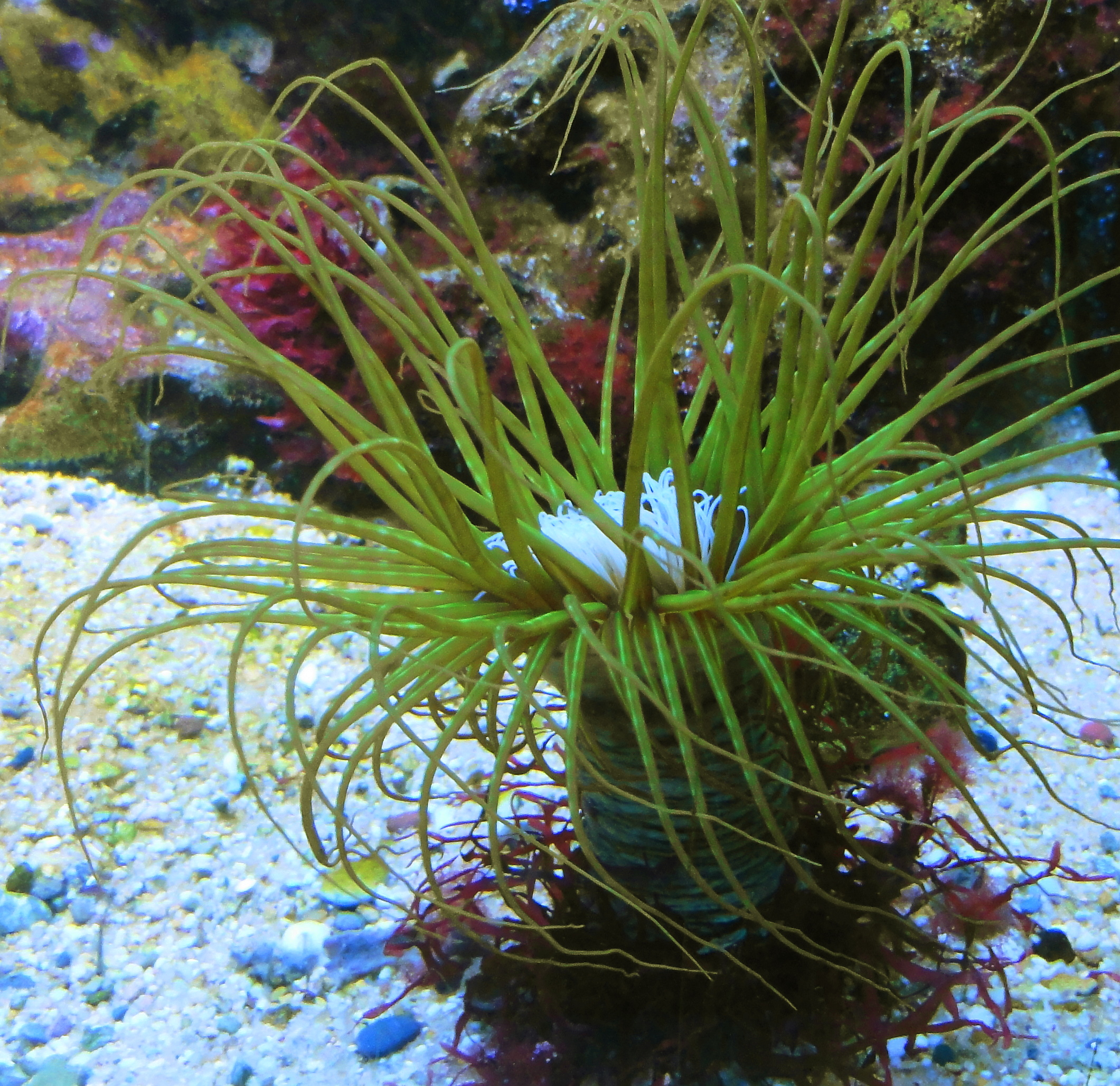
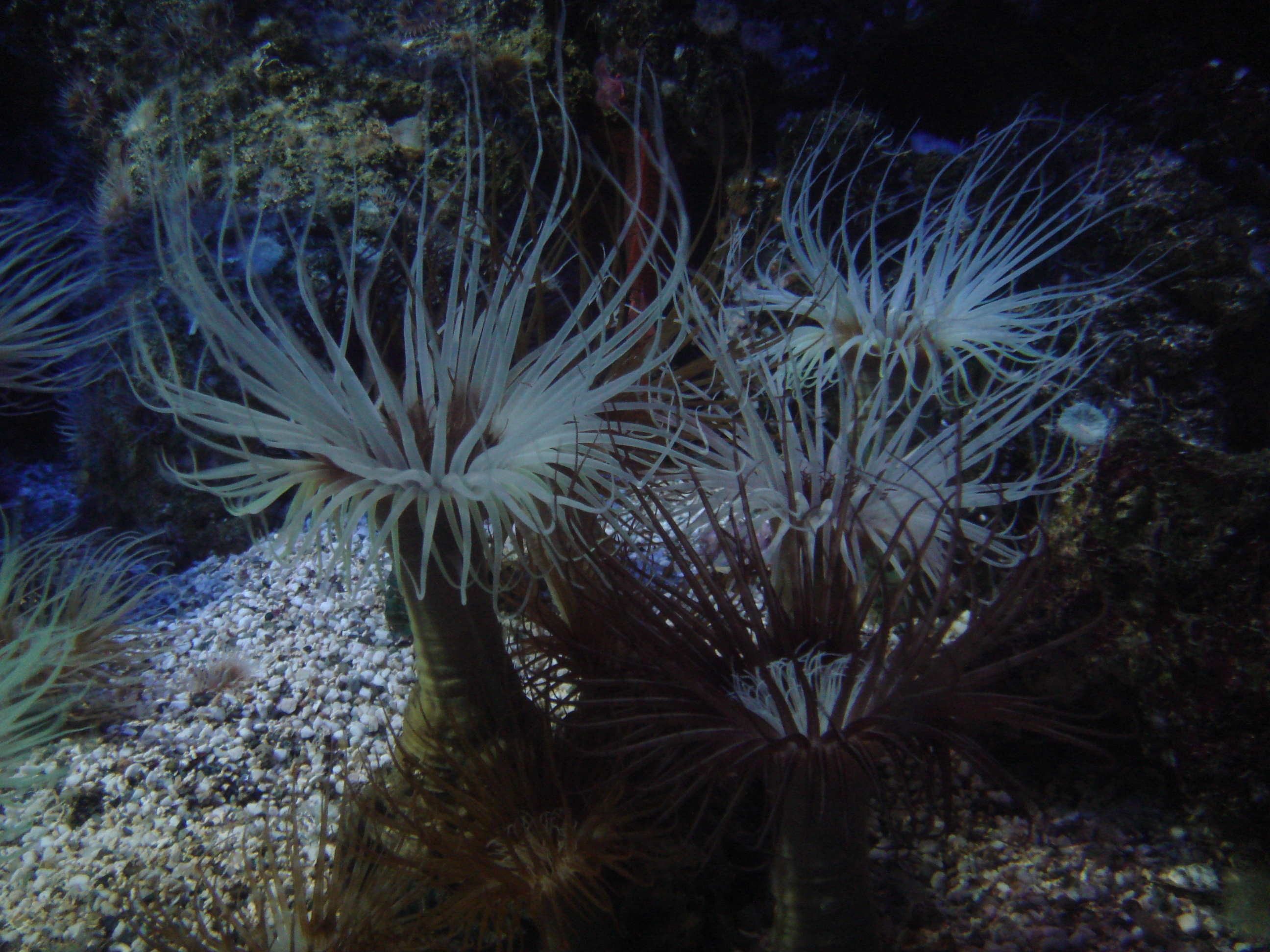
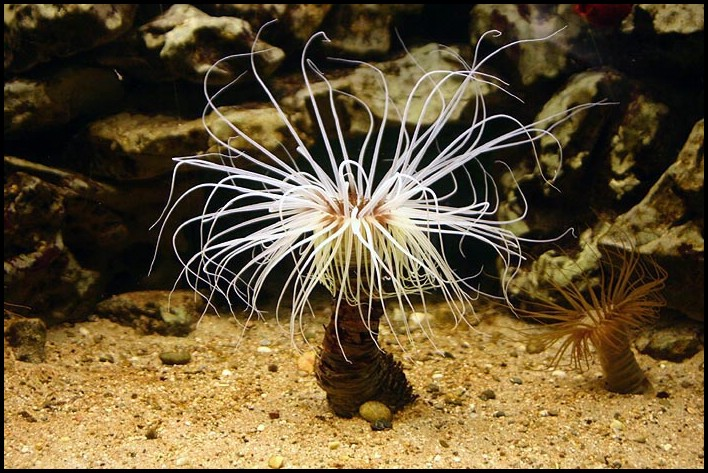
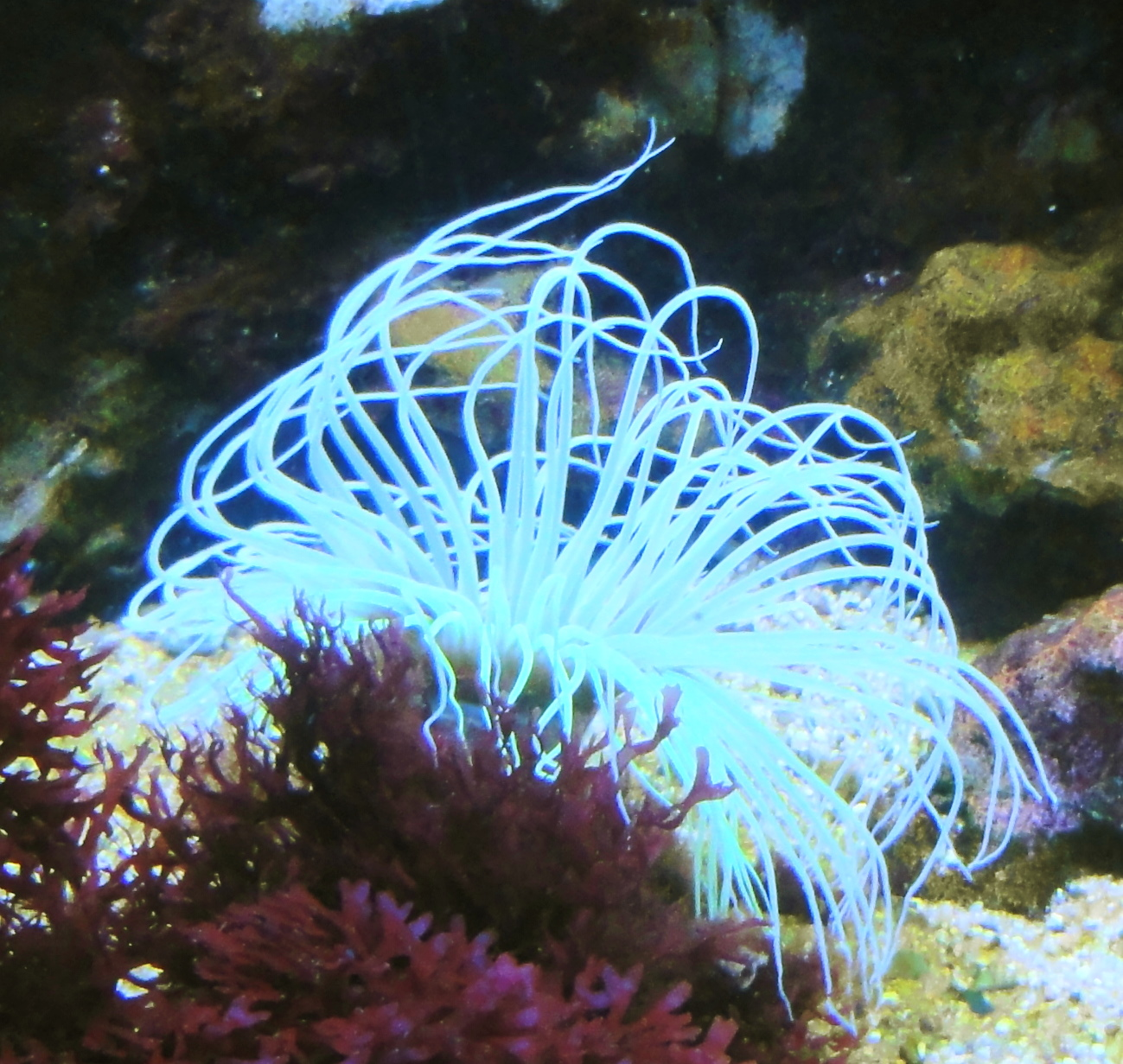